# Liste der Sekretäre des Hansekontors in Brügge
Liste der Sekretäre des Hansekontors in Brügge, das seinen Sitz im Zuge des Niedergangs von Brügge nach Antwerpen verlegte. Zuerst erwähnt werden Sekretäre bzw. Klerks in den Beschlüssen des Deutschen Kaufmanns zu Brügge über Leichenbegängnisse usw. vom 25. November 1375. Bis ins 15. Jahrhundert stehen sie in der Überlieferung gegenüber den Älterleuten – den gewählten Repräsentanten des Kaufmanns – mehr im Hintergrund. Erst im Laufe des frühen 15. Jahrhunderts tritt ihre Bedeutung für den Geschäftsgang des Kontors dann deutlich hervor. Mindestens zwei Sekretäre gleichzeitig sind schon zur Frühzeit nachweisbar, in der ersten Hälfte des 15. Jahrhunderts auch drei. Unstrittig ist, dass die Sekretäre von Anfang an über eine fundierte Ausbildung verfügten. Diese war unbedingt nötig, da sie im Kontakt mit den flandrisch-burgundischen Kanzleisekretären, mit den Autoritäten der Stadt Brügge sowie mit den Räten und Ratssendboten der Städte über rechtliche und sprachliche Kenntnisse und Fertigkeiten verfügen mussten.

## Brügge
| Name und Lebensdaten            | Studium | Amtszeit                           | Besonderheiten und Anmerkungen                                                               | Abbildung |
| Albertus van Halle              |         | 1382 Dez. 5.                       | Berichtet nach Lübeck über die Folgen der Schlacht bei Roosebeke für den Deutschen Kaufmann. |           |
| Goswin Boemhauwers van Coesvelt | Köln    | erw. 1412, 1421, 1441–1466         |                                                                                              |           |
| Gobelinus Marten                |         | erw. 1431 –                        | 1435 als kaiserlicher und päpstlicher Notar erwähnt.                                         |           |
| Johann Swin                     |         | Nachweisbar von Ende 1437 bis 1444 | magister artium.                                                                             |           |
| Johann Gebink                   |         | Nachweisbar von 1437 bis 1451.     | Kanonikus zu St. Severin in Köln.                                                            |           |
| Hinrich Stammel                 | Rostock | 1449–                              | Vorher 1448 Sekretär im Hansekontor auf Bryggen in Bergen.                                   |           |
| Paulus van dem Velde            | Rostock | 1511–1517                          | Magister, später Ratssekretär in Lübeck                                                      |           |

## Antwerpen
| Name und Lebensdaten                                  | Studium            | Amtszeit  | Besonderheiten und Anmerkungen | Abbildung |
| Olof Roterdes, auch Olav Rotherts                     |                    | 1539–1543 | Magister, wohl schon 1530 Sekretär in Brügge, sp. Stadtsekretär in Deventer |           |
| Nicolaus Wulff                                        | Rostock Wittenberg | 1543–1548 | Magister, später Ratssekretär in Lübeck |           |
| Jakob Raven († 1558)                                  | Rostock            | 1548–1557 | Magister. Vorher Sekretär des Hansekontors in Bergen |           |
| Nikolaus Popping                                      | Wittenberg Rostock | 1558–1564 | Magister, später Ratssekretär in Lübeck |           |
| Georg von Laffert († 1582)                            | Rostock ?          | 1564–1582 | |           |
| Johann von Langen als Untersekretär von 1570 bis 1573 |                    |           | |           |
| Adolf Osnabrück                                       |                    | 1582–1596 | Zunächst ab 1576 als Untersekretär, nach dem Tode von Georg von Laffert 1582 Sekretär bis 1596. Wurde auch als Sekretär der Hanse eingesetzt und in Abwesenheitszeiten von dem Advokaten Caspar Schürmann in Antwerpen als Sekretär vertreten. |           |